# Álvarez (Familienname)
Álvarez ist ein spanischer Familienname. Außerhalb des spanischen Sprachgebiets kommt auch die Form Alvarez vor.

## Herkunft und Bedeutung
Álvarez ist ein patronymisch gebildeter Name mit der Bedeutung „Sohn des Álvaro“ oder „Sohn des Álvar“.

## Varianten
- Portugiesisch: Álvares

## Namensträger

### A
- Adalberto Álvarez (1948–2021), kubanischer Pianist
- Adrián López Álvarez (* 1988), spanischer Fußballspieler, siehe Adrián López
- Agustín Álvarez Martínez (* 2001), uruguayischer Fußballspieler
- Agustín Romualdo Álvarez Rodríguez (1923–2011), spanischer Ordensgeistlicher, Apostolischer Vikar von Machiques
- Al Alvarez (1929–2019), britischer Lyriker, Schriftsteller und Literaturkritiker
- Alba Luz Arbeláez Álvarez (* 1965), kolumbianische Botanikerin
- Alberto Álvarez de Zayas (* 1949), kubanischer Botaniker
- Alejandro Álvarez (1868–1960), chilenischer Jurist und Diplomat
- Alfredo Álvarez, peruanischer Wasserspringer
- Alonso Álvarez de Pineda († 1520), spanischer Konquistador
- Amilcar Álvarez (1910–??), argentinischer Schwimmer
- Ana Álvarez (* 1969), spanische Schauspielerin
- Anahí Álvarez (* 2001), mexikanische Leichtathletin
- André Alvarez (1923–2005), französischer Rugby-Union-Spieler
- Andrea Álvarez Marín (* 1986), costa-ricanische Politikerin
- Ángel Álvarez (1906–1983), spanischer Schauspieler
- Aníbal Álvarez (* 1995), kubanischer Fußballspieler
- Anita Alvarez (* 1996), US-amerikanische Synchronschwimmerin
- Anselmo Álvarez Navarrete (* 1932), spanischer Benediktinermönch, Abt und Hochschullehrer
- Antonio Álvarez (* 1955), spanischer Fußballtrainer
- Antonio Álvarez Lleras (1892–1956), kolumbianischer Dramatiker
- Antonio Álvarez Vidaurre (1899–1969), salvadorianischer Diplomat
- Antonio Álvarez Pérez (* 1975), spanischer Fußballspieler und -trainer, siehe Ito (Fußballspieler)
- Aramis Álvarez Pedraza (* 1988), kubanischer Schachspieler
- Ariel Álvarez Valdés (1957), argentinischer Theologe
- Arturo Álvarez (Journalist) († 2014), argentinischer Journalist und Hochschullehrer
- Arturo Álvarez (* 1985), US-amerikanisch-salvadorianischer Fußballspieler
- Arturo Álvarez Calderón, peruanischer Schwimmer
- Arturo Álvarez Perea (* 1959), mexikanischer Fußballspieler
- Atenógenes Silva y Álvarez Tostado (1848–1911), mexikanischer Geistlicher, Erzbischof von Michoacán
- Augusto H. Álvarez (1914–1995), mexikanischer Architekt

### B
- Bernardino Rivera Álvarez (1925–2010), bolivianischer Ordensgeistlicher, Weihbischof in Potosí
- Bernardo Álvarez Afonso (* 1949), spanischer Geistlicher, Bischof von San Cristóbal de La Laguna o Tenerife
- Bernardo Andrés Álvarez Tapia (* 1980), chilenischer römisch-katholischer Geistlicher, Weihbischof in Concepción
- Bobby Álvarez (* 1955), puerto-ricanischer Basketballspieler

### C
- Cayetana Álvarez de Toledo (* 1974), spanische Politikerin (PP)
- Calton Álvarez (* 1975), honduranischer Tennisspieler
- Carlos Álvarez (Politiker) (* 1948), argentinischer Politiker
- Carlos Álvarez (Leichtathlet, I), kolumbianischer Sprinter
- Carlos Álvarez (Leichtathlet, 1956) (* 1956), kubanischer Sprinter
- Carlos Alvarez (Schwimmer), uruguayischer Schwimmer
- Carlos Álvarez (Sänger) (* 1966), spanischer Opernsänger (Bariton)
- Carlos Alvarez (Fußballspieler) (* 1990), US-amerikanischer Fußballspieler
- Carlos Álvarez Domínguez (* 2003), spanischer Handballspieler
- Carlos Álvarez Palacio (–2012), spanischer Handballspieler
- Carlos Álvarez-Nóvoa (1940–2015), spanischer Schauspieler, Theaterregisseur, Schriftsteller und Hochschullehrer
- Carlos Alberto Álvarez (* 1941), argentinischer Radrennfahrer
- Carlos Miguel Álvarez (* 1943), argentinischer Radrennfahrer
- Carlos Miguel Álvarez (* 1943), argentinischer Radrennfahrer
- Cecilia Álvarez-Correa (* 1953), kolumbianische Politikerin
- César Rodríguez Álvarez (1920–1995), spanischer Fußballspieler
- Chico Alvarez (1920–1992), US-amerikanischer Jazzmusiker
- Consuelo Álvarez (1965–1991), spanische Radrennfahrerin
- Consuelo Álvarez Pool (1867–1959), spanische Telegrafistin, Journalistin, Politikerin, Suffragette und Feministin
- Cristián Álvarez (* 1980), chilenischer Fußballspieler

### D
- Damián Álvarez Arcos (* 1973), mexikanischer Fußballspieler
- Damián Ariel Álvarez (* 1978), argentinisch-mexikanischer Fußballspieler
- Daniela Álvarez Mendoza (* 2001), spanische Beachvolleyballspielerin
- Darío Álvarez Basso (* 1966), spanischer Maler, siehe Darío Basso
- David Álvarez (Fußballspieler) (* 1985), honduranischer Fußballspieler
- David Alvarez (Schauspieler) (* 1994), kanadischer Schauspieler und Tänzer
- David Álvarez Aguirre (* 1984), äquatorialguineischer Fußballspieler
- Diego Álvarez (Theologe) (um 1555–1632), spanischer Theologe, Erzbischof von Trani
- Diego Álvarez (Tennisspieler) (* 1980), argentinischer Tennisspieler
- Diego Álvarez (Fußballspieler) (* 1981), kolumbianischer Fußballspieler
- Dimas Gimeno Álvarez (* 1975), spanischer Handelsunternehmer, Präsident der Gruppe El Corte Inglés
- Donaldo Álvarez Ruiz (* 1931), guatemaltekischer Politiker

### E
- Eddie Alvarez (* 1984), US-amerikanischer Mixed-Martial-Arts-Kämpfer
- Edgar Álvarez (* 1980), honduranischer Fußballspieler
- Edson Álvarez (* 1997), mexikanischer Fußballspieler
- Eduardo Álvarez (Tennisspieler) (* 1950), venezolanischer Tennisspieler
- Eduardo Alvarez (* 1990), US-amerikanischer Shorttracker
- Efraín Álvarez (* 2002), US-amerikanisch-mexikanischer Fußballspieler
- Elbio Álvarez (* 1994), uruguayischer Fußballspieler
- Eleider Álvarez (* 1984), kolumbianischer Boxer
- Elena Alvarez Lutz (* 1964), deutsch-spanische Regisseurin, Drehbuchautorin, Publizistin und Synchronsprecherin
- Elías Yanes Álvarez (1928–2018), spanischer Geistlicher, Erzbischof von Saragossa
- Elio Álvarez (* 1947), argentinischer Tennisspieler
- Eliseo Álvarez (1940–1997), uruguayischer Fußballspieler
- Elkin Fernando Álvarez Botero (1968–2023), kolumbianischer Geistlicher, Bischof von Santa Rosa de Osos
- Elvis Álvarez (1965–1995), kolumbianischer Boxer
- Emilio Álvarez Montalván († 2014), nicaraguanischer Politiker
- Emilio Walter Álvarez (1939–2010), uruguayischer Fußballspieler
- Enrique Álvarez, spanischer Physiker und Hochschullehrer
- Enrique Álvarez Córdoba (1930–1980), salvadorianischer Kaffeepflanzer und Reformpolitiker
- Erislandy Álvarez, (* 2000), kubanischer Boxer
- Ernesto Álvarez (1928–2010), argentinisch-chilenischer Fußballspieler
- Ernesto Alvarez Alvarez (1925–1991), ecuadorianischer Bischof
- Estela Álvarez (* 1978), argentinische Fußballschiedsrichterin
- Eva Guerrero Álvarez (* 1999), spanische Tennisspielerin

### F
- Fadrique Álvarez de Toledo, 2. Herzog von Alba (1460–1531), Herzog von Alba
- Fadrique Álvarez de Toledo, 4. Herzog von Alba (1537–1583), Herzog von Alba
- Fadrique Álvarez de Toledo y Mendoza (1580–1634), spanischer Adliger, Offizier und Admiral
- Fede Álvarez (* 1978), uruguayischer Regisseur
- Federico Álvarez Plata (1916–2003), bolivianischer Politiker
- Felix Álvarez (* 1966), andorranischer Fußballspieler
- Fernando Álvarez (Sänger) (1928–2002), kubanischer Sänger
- Fernando Alvarez (Wirtschaftswissenschaftler) (Fernando Enrique Alvarez Herrero; * 1964), argentinisch-amerikanischer Wirtschaftswissenschaftler und Hochschullehrer
- Fernando Álvarez de Miranda (1924–2016), spanischer Politiker und Jurist
- Fernando Álvarez de Sotomayor (1875–1960), spanischer Maler
- Fernando Álvarez de Toledo, Herzog von Alba (1507–1582), spanischer Feldherr und Staatsmann
- Francisco Álvarez (Schauspieler) (1892–1960), argentinischer Schauspieler
- Francisco Álvarez-Cascos (* 1947), spanischer Politiker
- Francisco Álvarez Cutiño (* 1969), kubanischer Beachvolleyballspieler
- Francisco Álvarez Martínez (1925–2022), spanischer Kardinal
- Francisco Álvarez Pérez (1814–1873), chilenischer Unternehmer und Politiker
- Francisco Álvarez Uría (* 1950), spanischer Fußballspieler
- Francisco Álvarez De Soto (* 1968), panamaischer Anwalt und Politiker
- Francisco Javier Álvarez Colinet (* 1983), spanischer Musiker und Tänzer, Mitglied von D’Nash
- Francisco Javier Álvarez Rico, eigentlicher Name von Javier Barón (* 1963), spanischer Tänzer und Choreograf
- Francisco José Álvarez (1908–vor 1987), mexikanischer Turner
- Francisco Gutiérrez Álvarez (* 1980), spanischer Radrennfahrer
- Francisco Segundo Álvarez, argentinischer Politiker
- Frankie J. Alvarez, amerikanischer Schauspieler
- Freddy Álvarez (Fußballspieler) (* 1995), costa-ricanischer Fußballspieler

### G
- Gabriel Álvarez (* 1969), costa-ricanischer Kanute
- García Álvarez de Toledo, 1. Herzog von Alba († 1488), Herzog von Alba.
- García Álvarez de Toledo, 4. Markgraf von Villafranca, Marqués de Villafranca, Vizekönig von Sizilien
- García Álvarez de Toledo, 6. Markgraf von Villafranca, Marqués de Villafranca
- Gil Álvarez Carrillo de Albornoz († 1367), spanischer Kardinal
- Giselle Álvarez (* 1992), chilenische Langstreckenläuferin
- Gloria Álvarez (* 1985), guatemaltekische Moderatorin, Buchautorin und Aktivistin
- Gonzalo Álvarez (* 1991), uruguayischer Fußballspieler
- Gonzalo Arturo Bravo Álvarez (* 1962), chilenischer römisch-katholischer Geistlicher, Bischof von San Felipe
- Gregorio Álvarez (1925–2016), uruguayischer General und Politiker, Präsident 1981 bis 1985
- Griselda Álvarez (1913–2009), mexikanische Schriftstellerin und Politikerin
- Guillermo Álvarez Guedes (1927–2013), kubanischer Komiker und Musikproduzent
- Gustavo Álvarez Gardeazábal (* 1945), kolumbianischer Schriftsteller, Journalist, Literaturkritiker und Politiker
- Guzmán Enrique Alvarez Pérez (1910–2004), spanischer Romanist, Hispanist und Asturianist

### H
- Haydée Milanés Álvarez (* 1980), kubanische Musikerin
- Héctor Álvarez (Ringer) (* 1946), mexikanischer Ringer
- Héctor Álvarez (* 2006), spanischer Radsportler
- Heny Álvarez (1929–2006), puerto-ricanischer Komponist, Perkussionist und Sänger
- Horacio José Álvarez (* 1957), argentinischer römisch-katholischer Geistlicher, Weihbischof in Córdoba
- Humberto Álvarez López (1943–2024), kolumbianischer Ornithologe

### I
- Ignacio Álvarez (* 1957), mexikanischer Schwimmer
- Ignacio Álvarez Thomas (1787–1857), argentinischer Offizier und Politiker
- Iker Álvarez (* 2001), andorranischer Fußballspieler
- Imanol Álvarez Arruti (* 1967), spanischer Handballspieler und Handballtrainer
- Izabella Alvarez (* 2004), spanische Schauspielerin
- Isael Álvarez (* 1974), kubanischer Boxer
- Isidoro Álvarez (1935–2014), spanischer Handelsunternehmer
- Iván Álvarez (Fußballspieler, 1980) (* 1980), chilenischer Fußballspieler
- Iván Álvarez (Radsportler) (* 1981), spanischer Mountainbikefahrer
- Iván Álvarez (Fußballspieler, 2000) (* 2000), argentinischer Fußballspieler
- Iván López Álvarez (* 1994), spanischer Fußballspieler, siehe Ivi (Fußballspieler)
- Izabella Alvarez (* 2004), US-amerikanische Schauspielerin und Synchronsprecherin

### J
- Jarbi Álvarez (* 1976), belizischer Fußballspieler
- Javier Álvarez (Leichtathlet) (* 1943), spanischer Leichtathlet
- Javier Álvarez (Komponist) (1956–2023), mexikanischer Komponist
- Javier Álvarez (Fußballspieler) (* 1958), kolumbianischer Fußballspieler und -trainer
- Javier Álvarez (Sänger) (* 1969), spanischer Singer-Songwriter
- Javier Álvarez Mata (* 1980), spanischer Handballschiedsrichter
- Javier Álvarez del Rosario (* 1967), spanischer Kanute
- Jesús Martínez Álvarez (* 1942), mexikanischer Grafiker
- Joaquín Álvarez Quintero (1873–1944), spanischer Dichter
- Jorge Álvarez (Ruderer) (* 1959), kubanischer Ruderer
- Jorge Álvarez (Sportschütze) (* 1989), kubanischer Sportschütze
- Jorge Álvarez (Fußballspieler) (* 1998), honduranischer Fußballspieler
- Jorge Alberto Álvarez († 2010), argentinischer Journalist
- José Álvarez (Sportschütze, 1926) (* 1926), Sportschütze der Amerikanischen Jungferninseln
- José Álvarez (Sportschütze, 1947) (* 1947), mexikanischer Sportschütze
- Jose Alvarez (Baseballspieler) (* 1956), US-amerikanischer Baseballspieler
- José Álvarez (Gouverneur) (18. Jahrhundert), spanischer Gouverneur von Yucatán
- José Álvarez (Radsportler) (* 1951), französischer Radrennfahrer
- José Álvarez Crespo (* 1945), mexikanischer Fußballspieler
- José Álvarez Cubero (1768–1827), spanischer Bildhauer
- José Álvarez del Villar (1908–1989), mexikanischer Ichthyologe
- José Alvarez-Brill (1963–2020), deutscher Musiker, Komponist und Produzent
- José Armando Álvarez Cano (* 1960), mexikanischer Geistlicher, Koadjutorerzbischof von Morelia
- José Diego Álvarez (* 1954), spanischer Fußballspieler
- José Eduardo Alvarez Ramírez (1922–2000), salvadorianischer Geistlicher, Militärbischof
- José Antonio Álvarez Sánchez (* 1975), spanischer Geistlicher, Weihbischof in Madrid
- José Enrique Alvarez (* 1955), amerikanischer Jurist und Hochschullehrer
- José Fortunato Álvarez Valdéz (1967–2018), mexikanischer Geistlicher, Bischof von Gómez Palacio
- José Ignacio Álvarez (* 1994), uruguayischer Fußballspieler
- José Ignacio Álvarez Thomas (1787–1857), argentinischer Politiker, Staatspräsident 1815
- José Luis Álvarez (Fußballspieler) (* 1960), chilenischer Fußballspieler
- José Luis Álvarez y Álvarez (* 1930), spanischer Politiker
- José Luis Álvarez Álvarez (* 1943), mexikanischer Ruderer
- José Luis Álvarez Gil (* 1969), spanischer Fechter
- José Marcelo Álvarez (* 1975), paraguayischer Fechter
- José María Álvarez (1895–1993), spanischer Reitsportler
- José Miguel Álvarez (* 1949), kubanischer Basketballspieler
- José Ramil Alvarez (* 1940), sowjetisch-russischer Informatiker
- José Sixto Álvarez, Pseudonym Fray Mocho (1858–1903), argentinischer Schriftsteller
- José Ticul Álvarez Solórzano (1935–2001), mexikanischer Wirbeltierzoologe
- Juan Álvarez (Comiczeichner) (* 1960), spanischer Comiczeichner
- Juan Álvarez (Rugbyspieler) (* 1980), uruguayischer Rugby-Union-Spieler
- Juan Álvarez y Alva de Toledo (1488–1557), spanischer Ordensgeistlicher, Erzbischof von Santiago de Compostela
- Juan Álvarez Benítez (1790–1867), mexikanischer Politiker, Interims-Präsident 1855
- Juan Álvarez Mendizábal (1790–1853), spanischer Politiker
- Juan Cruz Álvarez (* 1985), argentinischer Rennfahrer
- Juan Francisco Álvarez Giráldez (* 1962), spanischer Fußballspieler
- Juan Manuel Álvarez Álvarez (1948–2025), mexikanischer Fußballspieler und -trainer
- Juan Manuel Álvarez del Castillo (1891–??), mexikanischer Diplomat
- Juan Pedro Álvarez (* 2004), uruguayischer Sprinter
- Julia Alvarez (* 1950), US-amerikanische Autorin
- Julián Álvarez (Politiker) (1788–1843?), uruguayischer Politiker
- Julián Álvarez (* 2000), argentinischer Fußballspieler
- Julio Álvarez (* 1981), venezolanischer Fußballspieler
- Juvencio González Álvarez (1917–1995), mexikanischer Geistlicher, Bischof von Ciudad Valles

### K
- Karla Álvarez († 2013), mexikanische Schauspielerin
- Katrin Alvarez (* 1944), deutsche Malerin
- Kevin Álvarez (Fußballspieler, 1996) (Kevin Javier Álvarez Hernández, * 1996), honduranischer Fußballspieler
- Kevin Álvarez (Fußballspieler, 1999) (Kevin Nahin Álvarez Campos, * 1999), mexikanischer Fußballspieler
- Koldo Álvarez (* 1970), andorranischer Fußballtorwart
- Kristian Álvarez (* 1992), mexikanischer Fußballspieler

### L
- Lácides Herández Alvarez (* 1965), kolumbianischer Theologe und Sozialunternehmer
- Laia Alvarez (* 1987), spanische Schauspielerin und Autorin
- Lázaro Álvarez (* 1991), kubanischer Boxer
- Leonel Álvarez (* 1965), kolumbianischer Fußballspieler
- Lilí Álvarez (1905–1998), spanische Tennisspielerin
- Lola Álvarez Bravo (1907–1993), mexikanische Fotografin, Ehefrau des Fotografen Manuel Álvarez Bravo
- Lorgio Álvarez (* 1978), bolivianischer Fußballspieler
- Luis Álvarez (Filmeditor) (Luis Diego Álvarez), Filmeditor
- Luis Álvarez (Reiter) (* 1947), spanischer Reitsportler
- Luis Alvarez (Polizist) (Luis Gustavo Alvarez; 1965–2019), US-amerikanischer Polizist
- Luis Álvarez (Bogenschütze) (* 1991), mexikanischer Bogenschütze
- Luis Álvarez y Álvarez, mexikanischer Filmeditor
- Luis Álvarez-Gaumé (* 1955), spanischer Physiker
- Luis Alberto Álvarez Alanis (* 1981), mexikanischer Fußballspieler
- Luis Alberto Monge Álvarez (1925–2016), costa-ricanischer Politiker, Staatspräsident 1982 bis 1986
- Luis Carlos Álvarez (* 2004), mexikanischer Tennisspieler
- Luis Echeverría Álvarez (1922–2022), mexikanischer Politiker, Präsident 1970 bis 1976
- Luis Hernán Álvarez (1938–1991), chilenischer Fußballspieler
- Luis Roberto Álvarez (* 1982), spanischer Radrennfahrer
- Luis Walter Alvarez (1911–1988), US-amerikanischer Physiker
- Luisa Álvárez (* 1962), spanischer Kanute
- Luisa Isabel Álvarez de Toledo y Maura (1936–2008), spanische Adlige, Schriftstellerin und Historikerin

### M
- Mabel Álvarez (1891–1985), US-amerikanische Malerin
- Magdalena Álvarez (* 1952), spanische Politikerin (PSOE)
- Manuel Álvarez (Politiker) (1800–1857), mexikanischer Politiker
- Manuel Álvarez (Leichtathlet) (José Manuel Álvarez Zúñiga; 1910–1991), mexikanischer Leichtathlet
- Manuel Álvarez (Fußballspieler) (1928–1998), chilenischer Fußballspieler
- Manuel Álvarez Bravo (1902–2002), mexikanischer Fotograf
- Manuel Álvarez Ortega (1923–2014), spanischer Dichter und Übersetzer
- Manuel Alejandro Alvarez (Manny; * 1985), venezolanischer Baseballspieler
- Manuel Fernández Álvarez (1921–2010), spanischer Historiker
- Marcelo Álvarez (* 1962), argentinischer Opernsänger (Tenor)
- Marcelo Álvarez (Fußballspieler) (* 1967), chilenischer Fußballspieler
- Marco Álvarez (Marco Antonio Álvarez Vargas), peruanischer Oberst und Politiker
- Marco Antonio Alvarez, US-amerikanischer Schauspieler und Mixed-Martial-Arts-Kämpfer
- Marco Antonio Alvarez Ferreira (* 1964), brasilianischer Fußballtorhüter und -trainer, siehe Cossa (Fußballspieler)
- Marcos Álvarez (* 1991), deutscher Fußballspieler
- María Álvarez (* 1987), venezolanische Gewichtheberin
- Maria Avelina Alvarez (* 1961), portugiesische Turnerin
- María Mercedes Álvarez Pontón (* 1976), spanische Distanzreiterin
- Maria del Pilar Teresa Cayetana de Silva y Álvarez de Toledo (1762–1802), Herzogin von Alba
- Mariano Álvarez de Castro (1749–1810), spanischer General im Befreiungskrieg gegen Napoleon
- Mario Álvarez (Tischtennisspieler) (* 1960), dominikanischer Tischtennisspieler
- Mario de Jesús Álvarez Gómez (* 1959), kolumbianischer Geistlicher, Bischof von Istmina-Tadó
- Mario Roberto Álvarez (1913–2011), argentinischer Architekt
- Melquíades Álvarez (* 1988), spanischer Schwimmer
- Miguel Álvarez (Ruderer) (* 1971), spanischer Ruderer
- Miguel Álvarez (Schauspieler), spanischer Schauspieler
- Miguel Álvarez Sánchez (* 1982), deutsch-spanischer Fußballtrainer
- Miguel Álvarez del Toro (1917–1996), mexikanischer Zoologe
- Miguel Ángel Álvarez (1928–2011), puerto-ricanischer Schauspieler und Regisseur
- Modesto Álvarez Domínguez (* 1975), spanischer Biathlet

### N
- Nancy Álvarez (* 1976), argentinische Triathletin
- Nicolás Álvarez (* 1996), peruanischer Tennisspieler
- Nicolás Álvarez Varona (* 2001), spanischer Tennisspieler
- Nunius Alvarez († 1491), römisch-katholischer Ordensgeistlicher und Bischof von Tanger

### O
- Omar Rodríguez Álvarez (* 1975), mexikanischer Fußballspieler
- Óscar Álvarez (* 1977), kolumbianischer Radrennfahrer
- Óscar Álvarez Orellana (* 1962), salvadorianischer Geistlicher, Weihbischof in San Salvador
- Osmany Alvarez (* 1963), kubanischer Radrennfahrer
- Oswaldo Brenes Álvarez (1942–2013), costa-ricanischer Geistlicher

### P
- Pablo Álvarez (Sportschütze) (* 1978), argentinischer Sportschütze
- Pablo Álvarez (Fußballspieler, 1984) (Pablo Sebastián Valeira Álvarez; * 1984), argentinischer Fußballspieler
- Pablo Álvarez (Fußballspieler, 1985) (Pablo Álvarez Menendez; * 1985), uruguayischer Fußballspieler
- Pablo Álvarez (Fußballspieler, 1980) (Pablo Álvarez Núñez; * 1980), spanischer Fußballspieler
- Pablo Álvarez Fernández (* 1988), spanischer Raumfahrtingenieur
- Pedro Álvarez (Rennfahrer), spanischer Motorradrennfahrer
- Pedro Alvarez (Fußballspieler) (* 1970), kolumbianischer Fußballspieler
- Pedro Álvarez Olañeta (* 1959), Hispanist
- Pedro Álvarez-Ossorio (* 1945), spanischer Schauspieler, Theaterregisseur und Dramaturg
- Pedro Álvarez de Toledo (um 1480–1553), spanischer Vizekönig von Neapel
- Pedro Álvarez de Toledo y Leiva (1585–1654), spanischer Offizier und Kolonialverwalter, Vizekönig von Peru
- Pedro Carmona-Alvarez (* 1972), norwegischer Schriftsteller und Musiker
- Pedro Damián Álvarez (* 1949), mexikanischer Fußballspieler
- Pedro Mario Álvarez (Mario; * 1982); spanischer Fußballspieler
- Pierre Alvarez (1887–??), französischer Ruderer

### Q
- Quique Álvarez (* 1975), spanischer Fußballspieler

### R
- Rafael Álvarez (* 1971), spanischer Wasserspringer
- Ricardo Álvarez (Fußballspieler, 1897) (1897–1955), spanischer Fußballspieler
- Ricardo Álvarez (Fußballspieler, 1911) (1911–1986), mexikanischer Fußballspieler
- Ricardo Álvarez (* 1988), argentinischer Fußballspieler
- Ricardo Álvarez (Fußballspieler, 1999) (* 1999), chilenischer Fußballspieler
- Ricardo Augusto Rodríguez Álvarez (* 1962), peruanischer Geistlicher, Weihbischof in Lima
- Rimas Álvarez Kairelis (* 1974), argentinischer Rugby-Union-Spieler
- Roberto Álvarez (Musiker) (* 1940), argentinischer Musiker und Komponist
- Roberto Alvárez (Skilangläufer) (* 1960), mexikanischer Skilangläufer
- Roberto Álvarez (Bischof) (* 1968), argentinischer Geistlicher, Bischof von Rawson
- Rodolfo Alvarez (* 1936), US-amerikanischer Soziologe und Hochschullehrer
- Roger Alvarez (* 1952), costa-ricanischer Fußballspieler
- Rolando José Álvarez Lagos (* 1966), nicaraguanischer Geistlicher, Bischof von Matagalpa
- Rosendo Álvarez (* 1970), nicaraguanischer Boxer
- Rosendo Alvarez Gastón (1926–2014), spanischer Geistlicher, Bischof von Almería
- Rubén Álvarez (* 1976), spanischer Ruderer

### S
- Saioa Alvarez Ruiz (* 1990), deutsch-spanische Schauspielerin und Performerin
- Samuel Álvarez (* 1974), mexikanischer Boxer
- Santiago Álvarez (Fußballspieler) (* 1989), uruguayischer Fußballspieler
- Santiago Álvarez (General) (1872–1930), philippinischer General
- Santiago Álvarez (Regisseur) (1919–1998), kubanischer Regisseur
- Santiago Álvarez (Rugbyspieler) (* 2001), uruguayischer Rugby-Union-Spieler
- Santiago Álvarez Fourcade (* 1994), argentinischer Rugby-Union-Spieler
- Sara Álvarez (* 1975), spanische Judoka
- Saúl Álvarez (* 1990), mexikanischer Boxer
- Sebelio Peralta Álvarez (1939–2014), paraguayischer Geistlicher, Bischof von San Lorenzo (Familienname ist Peralta Álvarez)
- Segismundo Martínez Álvarez (1943–2021), spanischer Ordensgeistlicher, Bischof von Corumbá (Familienname ist Martínez Álvarez)
- Serafín Álvarez Quintero (1871–1938), spanischer Dichter
- Sergio Álvarez (Fußballspieler, 1926) (Sergio Álvarez Pérez; 1926–1983), chilenischer Fußballspieler
- Sergio Álvarez (Schriftsteller) (* 1965), kolumbianischer Schriftsteller
- Sergio Álvarez (Fußballspieler, 1986) (Sergio Álvarez Conde; * 1986), spanischer Fußballspieler
- Sergio Álvarez (Fußballspieler, 1992) (Sergio Álvarez Díaz; * 1992), spanischer Fußballspieler
- Sergio Álvarez Aguilera (* 1948), kubanischer Sportschütze
- Sergio Álvarez Boulet (* 1979), kubanischer Gewichtheber
- Sergio Álvarez Moya (* 1985), spanischer Springreiter
- Severiano Álvarez († 2013), spanischer Schriftsteller
- Silvia Leonor Alvarez de la Fuente (1953–2004), argentinisch-deutsche Komponistin und Pianistin
- Soledad Álvarez (* 1950), dominikanische Schriftstellerin
- Sonia Álvarez (* 1976), puerto-ricanischer Schwimmer
- Sonia Álvarez Leguizamón (* 1954), argentinische Soziologin und Anthropologin

### T
- Tomás Álvarez de Acevedo (~1740–~1788), spanischer Jurist, Gouverneur in Chile

- Tony Álvarez (Sänger) (1919–2001), kubanischer Sänger, Duo Olga y Tony, siehe Olga Chorens
- Tony Álvarez (Schauspieler) (1956–1997), spanisch-australischer Schauspieler
- Tony Álvarez (Politiker) (* 1979), venezolanischer Politiker
- Tyler Alvarez (* 1997), US-amerikanischer Schauspieler und Kinderdarsteller

### V
- Valeria Álvarez (* 1978), argentinische Schwimmerin
- Víctor Álvarez (* 1993), spanischer Fußballspieler
- Victorino Alvarez Tena (1920–1987), mexikanischer Bischof
- Vilma Álvarez (* 1970), kubanische Softballspielerin
- Viola Alvarez (* 1971), deutsche Schriftstellerin

### W
- Walter Alvarez (* 1940), US-amerikanischer Geologe
- William Alvarez (* 1936), kolumbianischer Tennisspieler

### Y
- Yeni Álvarez, kubanisch-US-amerikanische Schauspielerin und Synchronsprecherin
- Yeray Álvarez (* 1995), spanischer Fußballspieler